# Marci Fest
Marci Fest (llatí: Marcius Festus) fou un tresorer de Caracal·la, llibert i favorit de l'emperador. Quan va morir, Caracal·la el va enterrar a la Tròade amb totes les cerimònies observades a l'enterrament de Pàtrocle. Herodià diu que, no obstant això, havia estat enverinat pel mateix emperador amb la idea d'imitar a Aquil·les. Probablement no és el mateix personatge que el camarlenc de Caracal·la de nom també Fest, atès que aquest encarta vivia en temps de Macrí.